# 新荘郡

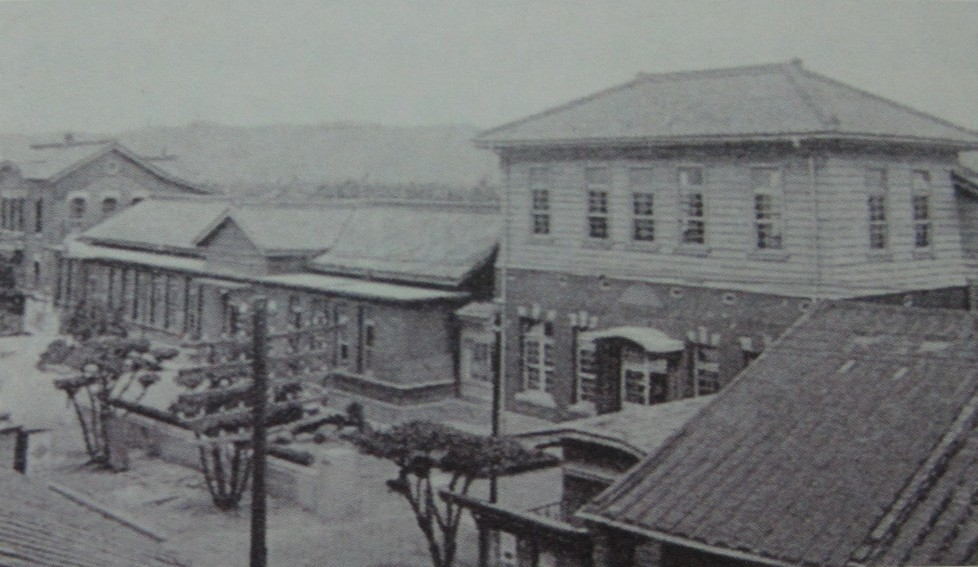
新荘郡役所

新荘郡（しんしょうぐん）は日本統治時代の台湾に存在した行政区画の一つであり、台北州に属した。

## 概要
名はこの地の中心地である新荘街に由来する。新荘郡は郡役所が設置された新荘街以外に鷺洲庄、五股庄、林口庄、現在の新北市三重区、蘆洲区、新荘区、泰山区、五股区、林口区等の地域を管轄していた。新荘郡と大稲埕を結ぶ台北大橋は、当時から現在にかけてまで重要な交通路となっている。
1945年、終戦に伴い新荘郡は新荘区と改称され、新荘郡の街は鎮に、庄は郷に改編された。1950年、新荘区が廃止されると、この地域は台北県の管轄となった。その後は人口増加などの要因により泰山、蘆洲、三重などの地域が県轄市に昇格したが、日本統治時代と比較してほぼ同一の行政区域となっていた。

## 歴代首長

### 郡守
- 吉成安任[1]
- 越山正彦[2]
- 椎原国知[3]
- 松田茂[4]
- 辛島勝一[5]
- 河野十郎[6]
- 真室亜夫[7]：1932年3月[8] -
- 金子辰太郎[9]
- 林弥輔[10]：1936年10月[11] -
- 水崎格[12]：1939年1月[13] -
- 山本善正[14]
- 北嶌茂男[15]
- 秋山文則[16]